# Jerad Head
Pour les articles homonymes, voir Head.
Jerad Lee Head (né le 15 novembre 1982 à Topeka, Kansas, États-Unis) est un champ extérieur des Ligues majeures de baseball jouant pour les Tigers de Détroit.

## Carrière
En août 2005, Jerad Head évolue à l'Université Washburn à Topeka, au Kansas, lorsqu'il est signé comme agent libre par les Indians de Cleveland sans jamais avoir été drafté. Il rejoint un club-école des Indians en 2006 et joue près de six saisons entières dans les ligues mineures avant d'enfin obtenir sa chance au plus haut niveau. Son frère Stephen Head, né en 1984, avait quant à lui été repêché en deuxième ronde par les Indians en 2005. Brillant joueur de premier but à l'Université du Mississippi, Stephen était considéré comme un joueur prometteur mais n'atteint pas les Ligues majeures malgré six ans passés dans les rangs mineurs.
Jerad Head est rappelé des ligues mineures pour la première fois lorsque le voltigeur des Indians Michael Brantley se fracture la main droite et voit sa saison 2011 se terminer sur-le-champ. Head fait ses débuts dans le baseball majeur à 28 ans pour les Indians de Cleveland le 28 août 2011. À son premier passage au bâton, il réussit son premier coup sûr, un simple aux dépens du lanceur Bruce Chen des Royals de Kansas City. Head dispute 10 parties pour les Indians.
En novembre 2011, il rejoint les Tigers de Détroit.